# Wild Child (film, 2008)
Pour les articles homonymes, voir Wild Child.
Pour plus de détails, voir Fiche technique et Distribution.
Wild Child ou La diva du pensionnat au Canada est un film américano-anglo-français de Nick Moore, sorti en 2008.

## Synopsis
Poppy Moore (Emma Roberts) est une jeune fille riche et gâtée de Malibu entourée d'amis superficiels, dont Ruby, sa soi-disant meilleure amie. Alors que la petite amie de son père est sur le point d'emménager, Poppy saute du haut de sa piscine surplombant la falaise avec les affaires de celle-ci, montrant sa désapprobation vis-à-vis de cette relation alors que sa mère est décédée quelques années auparavant. C'en est trop pour son père qui l'envoie à « Abbey Mount », un pensionnat pour jeunes filles très strict d'Angleterre. 
Pour Poppy, l'adaptation est difficile : les filles du pensionnat sont à ses yeux des « ringardes », « sans style » qui ne connaissent rien à la vie. Toutefois, les jours passant, elle apprend à connaître les filles qui partagent son dortoir : Kate (sa « grande sœur », sorte de marraine à « Abbey Mount »), Drippy, Josy et Kiki, qui promettent de l'aider à se faire renvoyer de l'établissement pour qu'elle puisse rentrer en Californie. 
L'idée est de faire les pires bêtises pour s'assurer le renvoi. Mais entre nouvelles amitiés, la rencontre avec Freddie Kingsley (Alex Pettyfer), le fils de la directrice, et une profonde inimitié avec la déléguée des élèves, Harriet, tout ne va pas être si simple pour Poppy...

## Fiche technique
- Réalisation : Nick Moore
- Scénario : Lucy Dahl
- Décors : Eve Stewart
- Musique : Michael Price
- Producteur : Tim Bevan, Eric Fellner et Diana Phillips
- Production : Universal Pictures, Working Title Films, Studiocanal (en association) et Relativity Media (en association)
- Distribution : Universal Pictures
- Format : couleur
- Langue : anglais
- Pays :  États-Unis,  Royaume-Uni,  France
- Genre : comédie
- Durée : 98 minutes

## Distribution
- Emma Roberts (VF : Barbara Probst) : Poppy Moore
- Alex Pettyfer (VF : Jean-Christophe Dollé) : Freddie Kingsley
- Natasha Richardson (VF : Sylvia Bergé) : Mrs. Kingsley
- Georgia King (VF : Manon Azem) : Harriet
- Kimberley Nixon (VF : Alexandra Garijo) : Kate
- Linzey Cocker : Josie
- Juno Temple : Jennifer "Drippy" Logan
- Sophie Wu (en) : Kiki
- Shirley Henderson : Matron "Cerbère"
- Daisy Donovan : Miss Rees-Withers
- Ruby Thomas : Jane
- Eleanor Turner-Moss : Charlotte
- Aidan Quinn (VF : Lionel Tua) : Gerry Moore
- Shelby Young (VF : Ingrid Donnadieu) : Ruby
- Nick Frost (VF : Bernard Alane) : M. Christopher
- Lexi Ainsworth (en) : Molly
- Johnny Pacar : Roddy
- Hallie Kate Eisenberg : Ruthie
- Jason Watkins : M. Nellist

## Autour du film
- Il s'agit du dernier rôle au cinéma de Natasha Richardson, avant sa mort prématurée le 18 mars 2009.